# Travassosascaris araujo
 Travassosascaris araujo  ist eine Art der Spulwürmer (Ascaridida), der bei Schlangen parasitiert. Typuswirt ist die Schauer-Klapperschlange. Der Parasit ist der einzige Vertreter der Gattung  Travassosascaris, die nach dem brasilianischen Parasitologen Lauro Travassos benannt wurde.

## Merkmale
Die Gattung hat die generellen Merkmale der Ascaridoidea. Die flachen Lippen liegen eng dem Körper an, haben Verlängerungen des Eigengewebes (Pulpa) nach vorn und sind mit einer gezahnte Leiste besetzt. Eine Hinterlippengrube und Zwischenlippen (Interlabia) sind vorhanden. Von der Höhe des Nervenrings bis hinter den Ösophagus-Darm-Übergang erheben sich seitliche Flügel mit Kutikula-Streifung. Die Halspapillen liegen direkt hinter der Exkretionspore. Der Ösophagus ist nach hinten rotiert und der rückenseitige Abschnitt zur Seite verlagert, ein Ventriculus ist nicht ausgebildet. Das Hinterende des Ösophagus enthält die Nuclei der Ösophagusdrüsen. Die dorsalen Ösophagusdrüsen erstrecken sich über die gesamte Länge des Ösophagus, ihr Gang mündet zwischen Nervenring und Oberlippe. Die subventralen Drüsen münden nahe der Nuclei. Ein Blinddarm fehlt. Das Exkretionssystem ist beidseitig ausgebildet, seine Öffnung liegt direkt hinter dem Nervenring. Die Vulva liegt dicht vor der Körpermitte, der Uterus hat vier Äste. Männchen haben geflügelte Begattungsorgane (Spicula) ohne Leitstruktur (Gubernaculum). Von anderen bei Schuppenkriechtieren vorkommenden Gattungen wie Polydelphis oder Hexametra unterscheiden sie sich durch das Vorhandensein von Hinterlippengrube und Zwischenlippen.
Männchen sind zwischen 44 und 95 mm lang und 0,7 bis 2 mm dick, Weibchen 106 bis 149 mm lang und 1,6 bis 2,1 mm dick. Die seichten Zwischenlippen haben etwa 1/4 der Länge der Lippen und treffen hinter den Lippen nahezu aufeinander. Die vorderen Ausläufer der Lippenpulpa teilen sich in innere und äußere Projektionen, was ihnen eine Hammer-Form verleiht. Der Ösophagus hat eine Länge von 4 bis 7 % der Gesamtkörperlänge. Der Blinddarm ist bei Larven nicht ausgebildet, bei Adulten hat er ein grobes Fischgrätenmuster.
Die Vulva der Weibchen hat keine Lippen und liegt in einer seichten Einziehung, 40 bis 44 % der Körperlänge vom Vorderende entfernt. Der relativ kurze Schwanz hat eine konische Spitze ohne Mucron. Hinter dem Anus gibt es eine leichte Erhöhung, die Phasmiden sind nahe der Spitze lokalisiert. Die Vagina ist kurz (1 mm bei einem 149 mm langen Exemplar), zieht nach hinten und geht in den ungeteilten Uterus über, der etwa genauso lang wie die Vagina ist. Dieser verzweigt sich in vier Uterusäste. Die Eier sind fast rund, 84–93 × 78–90 µm groß und haben eine feingekörnte Schale.
Männchen haben ebenfalls einen relativ kurzen Schwanz mit konischer Spitze. Vor der Kloake liegen 40 oder mehr Papillenpaare. Die Papillen hinter der Kloake sind variabel positioniert, meist zwei subventrale und zwei subdorsale Paare, die neben der Kloake sind doppelt. Die Phasmiden liegen beidseits hinter der hinteren subdorsalen Papille. Der Ejakulationsgang ist relativ zart. Die Spicula haben zwei Flügel, abgerundete Enden und sind 1,6 bis 3 mm lang.

## Lebenszyklus
Die Eier werden mit dem Kot ausgeschieden. Im Ei vollzieht die Larve bereits zwei Häutungen. In Mäusen als Zwischwenwirt wandert die Larve 3 in die Leber und verweilt dort, bis sie vom Endwirt aufgenommen wird. Die Larven benötigen etwa 28 Tage zur Reifung innerhalb der Maus, wird die Maus vorher gefressen, wird die Larvenentwicklung in der Magenwand oder Körperhöhle der Schlange fortgesetzt, wo die dritte Häutung stattfindet, die vierte dann im Darmtrakt. Wenn die Larven 173 Tage in der Maus verweilen, findet die dritte Häutung sofort im Darmtrakt der Schlange statt. Voll ausgereift ist der Spulwurm erst nach etwa einem Jahr im Darm der Schlange.